# Attenuatie van de totale reflectie

De werking van een ATR-kristal.

Attenuatie van de Totale Reflectie ofwel ATR (Engels: Attenuated Total Reflectance, "verzwakte totale reflectie") is een spectroscopische techniek die gebruikmaakt van het feit dat een bundel licht die totale interne reflectie ondergaat aan een grensvlak met een medium van voldoend lagere brekingsindex, toch verzwakking (attenuatie) kan ondergaan doordat licht aan de andere zijde van dat grensvlak geabsorbeerd wordt.

## Principe
Deze verzwakking vindt zijn oorsprong in het feit dat de bundel licht een golfverschijnsel is met een eindige golflengte. Hierdoor bevindt zich aan de andere zijde van het grensvlak waaraan de reflectie plaatsvindt, een zogeheten evanescente golf. Dit is een elektromagnetisch veld dat snel afneemt met de afstand tot het grensvlak, en dat zich niet voortplant, waardoor er normaal gesproken geen licht uit de gereflecteerde bundel 'verdwijnt'. Bevindt zich echter zeer dicht bij het grensvlak (binnen een zone met een afmeting in de orde van de golflengte van het licht) een centrum dat in staat is de energie van inkomende fotonen te absorberen, dan is er een eindige kans dat een foton dat tot de gespiegelde bundel behoort, aan de 'verkeerde' kant van het grensvlak wordt geabsorbeerd. In dat geval wordt de teruggekaatste bundel wél verzwakt, en deze verzwakking kan men meten.

## De evanescente zone
De absorptie kan alleen plaatsvinden binnen het bereik van de evanescente golf. Het is gebruikelijk voor de indringdiepte ervan in het te onderzoeken materiaal de plaats waar deze golf gedempt is met een factor 1/e, dat wil zeggen tot ~37% van de sterkte aan het grensvlak, als maat te nemen. Afhankelijk van de invalshoek Θ, de beide brekingsindices n en de golflengte λ is deze diepte te berekenen uit:
{\displaystyle d_{p}={\frac {\lambda }{2\pi {\sqrt {n_{1}^{2}\sin ^{2}(\Theta )-n_{2}^{2}}}}}}
Voor (groen) licht met een golflengte van 500 nm en een hoek van 60° en een grensvlak van glas (n = 1,5) aan lucht (n = 1,0) resulteert een diepte van slechts 95 nm. In een dergelijke evanescente zone kunnen zich maar weinig absorberende moleculen (zelfs een nanometer of wat groot) bevinden.

## Toepassing
De techniek heeft vooral bekendheid in de infraroodspectroscopie. Deze golven hebben een wat grotere golflengte in de orde van micrometers, zodat de indringdiepte een stuk gunstiger is. Zogeheten FTIR-spectroscopen zijn vaak uitgerust met een ATR-kristal. Dit kristal bestaat vaak uit een materiaal als germanium dat doorzichtig is in een breed gebied van het infrarood en tegelijk een hoge brekingsindex heeft. Op het kristal kan men een druppel of wat korrels van het te onderzoeken materiaal aanbrengen. Korrels van een vaste stof worden meestal stijf tegen het kristal aangedrukt. De infraroodbundel wordt via de achterzijde het kristal ingeschoten en treedt na totale weerkaatsing ook weer aan deze zijde uit, verzwakt door de absorptie die in het opgebrachte materiaal heeft plaatsgevonden.
Op deze manier is het mogelijk spectra te verkrijgen van moleculen (bijvoorbeeld eiwitten) in media zoals water, die het infraroodlicht zelf bijzonder sterk absorberen. Een dergelijk oplosmiddel is niet geschikt voor meer gebruikelijke vormen van absorptiespectroscopie waarbij het licht (in transmissie) dóór een monster heen wordt gestuurd, omdat de sterke absorptie door het oplosmiddel dan noopt tot onmogelijk te realiseren laagdiktes. De zeer dunne evanescente zone boven op het ATR-kristal biedt in zekere zin vanzelf een geschikte laagdikte, mits de concentratie en de absorptie van het opgeloste molecuul voldoende hoog is.

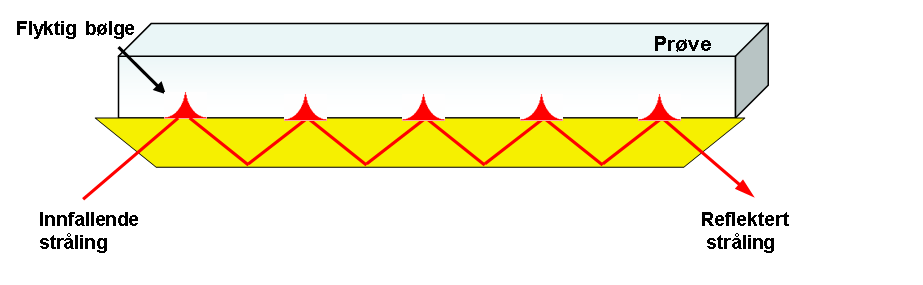
Meervoudige totale reflectie

Voor oplossingen met een lagere concentratie is het ook mogelijk een element te gebruiken waar de bundel meerdere malen een totale reflectie met hetzelfde monster ondergaat. Dit verhoogt de kans op de gewenste absorptie.
Naast germanium worden ook zinkselenide en in toenemende mate diamant gebruikt als ATR-materialen. Het laatste materiaal heeft het grote voordeel dat het erg inert is en daarmee ook goed schoongemaakt kan worden zonder het kristal te beschadigen.